# François Margolin
François Margolin (ur. 29 marca 1955 w Paryżu) – francuski reżyser, producent filmowy i scenarzysta.

## Kariera
François Margolin urodził się w Paryżu 29 marca 1955 roku. W 1987 roku jego film krótkometrażowy Elle et lui nagrodzony został Złotym Jednorożcem na Międzynarodowym Festiwalu Filmowym w Amiens. Za ten sam obraz  sędziowie nagrodzili Margolina podczas Międzynarodowego Festiwalu Filmów Krótkometrażowych w Clermont-Ferrand w 1988 roku, przyznając mu nagrodę specjalną. W 2007 roku Margolin był współautorem scenariusza do Podróży czerwonego balonika, dramatu obyczajowego w koprodukcji francusko-tajwańskiej, nominowanego w konkursie głównym podczas Międzynarodowego Festiwalu Filmowego w Valladolid. W 2016 roku był jednym z producentów filmu Śmierć w Sarajewie w reżyserii Danisa Tanovića. Obraz otrzymał Srebrnego Niedźwiedzia oraz Nagrodę Międzynarodowej Federacji Krytyki Filmowej podczas Berlinale w 2016 roku.

## Wybrana filmografia
Od 1987 roku François Margolin uczestniczył w różnych rolach w produkcji szeregu obrazów filmowych:
- 1987 – fr. Elle et lui (scenariusz, reżyseria)
- 1993 – Kłamstwo (fr. Mensonge; scenariusz, reżyseria)
- 2000 – fr. L'opium des Talibans (reżyseria)
- 2000 – Wędrówka studentów Piotra i Jakuba (ang. The Pilgrimage of Students Peter and Jacob; produkcja)
- 2004 – Mali żołnierze (fr. Les Petits soldats; scenariusz, reżyseria)
- 2004 – Dni na prowincji (hiszp. Días de campo; produkcja)
- 2007 – Podróż czerwonego balonika (fr. Le voyage du ballon rouge; scenariusz wraz z Hou Hsiao-hsien)
- 2007 – Przejście (ang. Boarding Gate; produkcja)
- 2008 – hiszp. Secretos (produkcja)
- 2008 – fr. La Maison Nucingen (produkcja)
- 2010 – fr. Donoma (producent towarzyszący)
- 2012 – hiszp. La noche de enfrente (produkcja)
- 2016 – ang. Jihadists (scenariusz, reżyseria, zdjęcia)
- 2016 – Peszmergowie. Walczący z ISIS (fr. Peshmerga; produkcja)
- 2016 – Śmierć w Sarajewie (bośn. Smrt u Sarajevu; produkcja)
- 2020 – ang. Princesse Europe (produkcja)